# Australasia (album)
Australasia è il primo album in studio del gruppo musicale statunitense Pelican, pubblicato il 4 novembre 2003 dalla Hydra Head Records.

## Tracce
1. Nightendday – 11:14
2. Drought – 8:23
3. Angel Tears – 10:59
4. GW – 3:34
5. Untitled – 5:20
6. Australasia – 10:48

## Formazione
Gruppo
- Trevor de Brauw – chitarra, arrangiamento
- Laurent Lebec – chitarra, arrangiamento
- Larry Herweg – batteria, arrangiamento
- Bryan Herweg – basso, arrangiamento

Altri musicisti
- Andrew Furse – sega (traccia 5)

Produzione
- Sanford Parker – registrazione, missaggio
- Nick Zampiello – mastering